# Norge i olympiska sommarspelen 2004
Norge deltog med 52 deltagare vid de olympiska sommarspelen 2004 i Aten. Totalt vann de sex medaljer och slutade på sjuttonde plats i medaljligan.

## Medaljer

### Guld
- Gunn-Rita Dahle - Cykling, mountainbike
- Andreas Thorkildsen - Friidrott, spjutkastning
- Eirik Verås Larsen - Kanotsport, K1 1000 m
- Olaf Tufte - Rodd, singelsculler
- Siren Sundby - Segling, europaklass

### Brons
- Eirik Verås Larsen och Nils Olav Fjeldheim - Kanotsport, K2 1000 m

## Badminton
Herrsingel:
- Jim Ronny Andersen
  - Sextondelsfinal: Besegrade Pedro Yang från Guatemala (15 - 9, 8 - 15, 15 - 6)
  - Åttondelsfinal: Förlorade mot (8) Soni Dwi Kuncoro från Indonesien (7 - 15, 6 - 15)

## Brottning
84 kg:
- Fritz Aanes
  - Pool 3
    - Förlorade mot Dimitrios Avramis från Grekland (1 - 5)
    - Förlorade mot Behrouz Jamshidi från Iran (0 - 3; 6:10)

  - 3:a i poolen, gick inte vidare (1 TP, 1 CP, 15:e totalt)

## Cykling

### Mountainbike
Damernas terränglopp:
- Gunn-Rita Dahle
  - 1:56.51 (Guld)

### Landsväg
Herrarnas linjelopp:
- Kurt Asle Arvesen
  - 5:41:56 (9:a totalt, 0:12 bakom)

- Morten Hegreberg
  - Fullföljde inte

- Thor Hushovd
  - Fullföljde inte

- Mads Kaggestad
  - Fullföljde inte

Herrarnas tempolopp:
- Kurt Asle Arvesen
  - 1:02:21.28 (28:a totalt, 4:50 bakom)

- Thor Hushovd
  - 1:03:10.36 (32:a totalt, 5:39 bakom)

Damernas linjelopp:
- Anita Valen
  - 3:25:42 (14:a totalt, 1:18 bakom)

- Lene Byberg
  - 3:33:35 (48:a totalt, 9:11 bakom)

- Linn Torp
  - 3:40:43 (53:a totalt, 16:19 bakom)

Damernas tempolopp:
- Anita Valen
  - 34:31.94 (22:a totalt, 3:20 bakom)

## Friidrott
Herrar
5 000 meter:
- Marius Bakken
  - Heat: 13:36.38 (12:a i heat 2, gick inte vidare, 12:a totalt)

3 000 meter hinder:
- Jim Svenøy
  - Heat: 8:33.97 (10:a i heat 3, gick inte vidare, 29:a totalt)

Spjutkastning:
- Ronny Nilsen
  - Kval: 73.46 m (14:e i grupp A, gick inte vidare, 27:a totalt)

- Andreas Thorkildsen
  - Kval: 81.74 m (4;a i grupp A, kvalificerad, 8:a totalt)
  - Final A: 86.50 m (1:a totalt, kvalificerad)
  - Final B:: Ingen notering (Best: 86.50 m) (Guld) (personbästa)

Tiokamp:
- Hans Olav Uldal
  - 7495 poäng (27:a totalt)
    - 100 meter: 11.23 s (810 poäng)
    - Längd: 6.99 m (811 poäng) (totalt: 1621 poäng)
    - Kula: 13.53 m (700 poäng) (säsongsbästa) (totalt: 2321 poäng)
    - Höjd: 1.85 m (670 poäng) (totalt: 2991 poäng)
    - 400 meter: 50.95 s (771 poäng) (totalt: 3762 poäng)
    - 110 meter häck: 15.09 s (839 poäng) (totalt: 4601 poäng)
    - Diskus: 43.01 m (726 poäng) (totalt: 5327 poäng)
    - Kula: 4.50 m (760 poäng) (totalt: 6087 poäng)
    - 1500 meter: 4:41.70 (670 poäng) (säsongsbästa) (totalt: 7495 poäng)

50 km gång:
- Trond Nymark
  - 3:53.20 (13th totalt)

Damer
1 500 meter:
- Trine Pilskog
  - Heat: 4:08.61 (10:a i heat 3, gick inte vidare, 28th totalt)

maraton:
- Stine Larsen
  - 2:39:55 (24:a totalt)

20 km gång:
- Kjersti Plätzer
  - 1:30.49 (12:a totalt) (säsongsbästa)

## Kanotsport
Herrarnas K-1 500 m
- Eirik Verås Larsen
  - Heat: 1:36,905 (1:a i heat 1, gick till semifinal)
  - Semifinal: 1:38,361 (1:a i semifinal 1, gick till final)
  - Final: 1:38,667 (4:a totalt)

Herrarnas K-1 1000 m
- Eirik Verås Larsen
  - Heat: 3:25,150 (1:a i heat 3, Kvalificerad)
  - Final: 3:25,897 (Guld)

Herrarnas K-2 1000 m
- Eirik Verås Larsen och Nils Olav Fjeldheim
  - Heat: 3:09,247 (1:a i heat 2, Kvalificerad)
  - Final: 3:19,528 (Brons)

Herrarnas K-4 1000 m
- Jacob Norenberg, Alexander Wefald, Andreas Gjersøe och Mattis Næss
  - Heat: 2:54,894 (4:a i heat 2, gick till semifinal)
  - Semifinal: 2:54,350 (2:a i semifinal 2, gick till final)
  - Final: 3:01,698 (5:a totalt)

## Rodd
Herrar
| Idrottare                           | Gren          | Heat    | Heat      | Återkval | Återkval  | Semifinal | Semifinal | Final   | Final     | Final |
| Idrottare                           | Gren          | Tid     | Placering | Tid      | Placering | Tid       | Placering | Tid     | Placering |       |
| ----------------------------------- | ------------- | ------- | --------- | -------- | --------- | --------- | --------- | ------- | --------- | ----- |
| Olaf Tufte                          | Singelsculler | 7:12,53 | 1 SA/B/C  | BYE      | BYE       | 6:50,55   | 1 FA      | 6:49,30 | 1         |       |
| Morten Adamsen Nils-Torolv Simonsen | Dubbelsculler | 6:45,26 | 2 SA/B    | BYE      | BYE       | 6:14,69   | 3 FA      | 6:37,25 | 7         |       |

## Segling
Damer
| Seglare                                                      | Gren        | Lopp | Lopp | Lopp | Lopp | Lopp | Lopp | Lopp | Lopp | Lopp | Lopp | Lopp | Summerad poäng | Finalplacering |
| Seglare                                                      | Gren        | 1    | 2    | 3    | 4    | 5    | 6    | 7    | 8    | 9    | 10   | M*   | Summerad poäng | Finalplacering |
| ------------------------------------------------------------ | ----------- | ---- | ---- | ---- | ---- | ---- | ---- | ---- | ---- | ---- | ---- | ---- | -------------- | -------------- |
| Jannicke Stålstrøm                                           | Mistral     | 9    | 3    | 7    | 15   | 14   | 12   | 11   | 8    | 14   | 14   | OCS  | 107            | 11             |
| Siren Sundby                                                 | Europajolle | 1    | 3    | DSQ  | 1    | 19   | 4    | 4    | 1    | 1    | 1    | 12   | 47             | 1              |
| Karianne Eikeland Lise Birgitte Fredriksen Beate Kristiansen | Yngling     | 14   | 13   | 4    | 6    | 10   | 1    | 14   | 8    | 9    | 15   | 6    | 85             | 9              |

M = Medaljlopp; EL = Eliminerad – gick inte vidare till medaljloppet;
Öppen
| Seglare                        | Gren  | Lopp | Lopp | Lopp | Lopp | Lopp | Lopp | Lopp | Lopp | Lopp | Lopp | Lopp | Lopp | Lopp | Lopp | Lopp | Lopp | Summerad poäng | Finalplacering |
| Seglare                        | Gren  | 1    | 2    | 3    | 4    | 5    | 6    | 7    | 8    | 9    | 10   | 11   | 12   | 13   | 14   | 15   | M*   | Summerad poäng | Finalplacering |
| ------------------------------ | ----- | ---- | ---- | ---- | ---- | ---- | ---- | ---- | ---- | ---- | ---- | ---- | ---- | ---- | ---- | ---- | ---- | -------------- | -------------- |
| Peer Moberg                    | Laser | 7    | 18   | 37   | 23   | 12   | 26   | 34   | 14   | 3    | DSQ  | i.u. | i.u. | i.u. | i.u. | i.u. | 24   | 198            | 21             |
| Frode Bovim Christoffer Sundby | 49er  | 1    | 3    | 9    | OCS  | 6    | 4    | 13   | 8    | 15   | 11   | 6    | 9    | 11   | 3    | 2    | 2    | 88             | 4              |

M = Medaljlopp; EL = Eliminerad – gick inte vidare till medaljloppet;

## Taekwondo
| Idrottare    | Gren            | Åttondelsfinaler     | Kvartsfinaler        | Semifinaer           | Återkval             | Bronsmatch           | Final                | Final     |
| Idrottare    | Gren            | Motståndare Resultat | Motståndare Resultat | Motståndare Resultat | Motståndare Resultat | Motståndare Resultat | Motståndare Resultat | Placering |
| ------------ | --------------- | -------------------- | -------------------- | -------------------- | -------------------- | -------------------- | -------------------- | --------- |
| Nina Solheim | Damernas −67 kg | Šarić (CRO) W 5–2    | Luo W (CHN) L RSC    | Gick inte vidare     | Hwang K-S (KOR) L WO | Gick inte vidare     | Gick inte vidare     | 7         |